# Danny Way
Danny Way (Portland, 15 de Abril de 1974) é um skateboarder profissional estadunidense que criou a modalidade big air (Mega rampa) junto com Bob Burnquist.
Além de revolucionar o skate criando a Mega Rampa, Danny também revolucionou o skate sendo um skatista overal, ou seja, que anda em vários estilos como vertical e street.
Conseguiu o feito de pular a Muralha da China com o skate pela megarampa.
Também foi 5 vezes campeão e uma vez medalhista de prata dos X Games.

## Patrocinadores
Atualmente seus patrocinadores são:
- Plan B Skateboards
- Momentum Wheels
- Independent Trucks
- DC Shoes
- Capix Helments
- Nixon Watches
- Spy Optics
- Ignition Mobile.